# 1022
| Calendário gregoriano                                                        | 1022 MXXII                                            |
| Ab urbe condita                                                              | 1775                                                  |
| Calendário arménio                                                           | 471 – 472                                             |
| Calendário bahá'í                                                            | -822 – -821                                           |
| Calendário budista                                                           | 1566                                                  |
| Calendário chinês                                                            | 3718 – 3719 Início a 5 de fevereiro (aproximadamente) |
| Calendário copta                                                             | 738 – 739                                             |
| Calendário etíope                                                            | 1014 – 1015                                           |
| Calendários hindus - Vikram Samvat - Calendário nacional indiano - Cáli Iuga | 1077 – 1078 943 – 944 4122 – 4123                     |
| Calendário Holoceno                                                          | 11022                                                 |
| Calendário islâmico                                                          | 413 – 414                                             |
| Calendário judaico                                                           | 4782 – 4783                                           |
| Calendário persa                                                             | 400 – 401                                             |
| Calendário rúnico                                                            | 1272                                                  |
| Calendário solar tailandês                                                   | 1565                                                  |

1022 (MXXII, na numeração romana) foi um ano comum do século XI do Calendário Juliano, da Era de Cristo, e a sua letra dominical foi G (52 semanas), teve início numa segunda-feira e terminou também numa segunda-feira. No território que viria a ser o reino de Portugal estava em vigor a Era de César que já contava 1060 anos.
| Ano completo                         |
| ------------------------------------ |
| Ano comum com início à segunda-feira |

## Eventos
- Lisboa torna-se um condado independente de Córdova, mas é posteriormente anexado a Badajoz.

## Nascimentos
- Rei Haroldo II de Inglaterra. (data provável)
- Fujiwara no Nobunaga, nobre japonês (m. 1094)

## Mortes
- Egas Moniz de Ribadouro, senhor de Ribadouro e fundador do Mosteiro de Cucujães (n. 977)
- Nicéforo Focas Baritráquelo, aristocrata bizantino
- Zhenzong, imperador da Dinastia Song (n. 968)